# Gieriejchanowskoje
Gieriejchanowskoje (ros. Герейхановское) – wieś w Rosji, w Dagestanie, w rejonie sulejman-stalskim. W 2010 liczyła 3490 mieszkańców, głównie Lezginów.